# 16 mei
16 mei is de 136e dag van het jaar (137e dag in een schrikkeljaar) in de gregoriaanse kalender. Hierna volgen nog 229 dagen tot het einde van het jaar.

## Gebeurtenissen
- Algemeen
  - 1905 - In Vriezenveen voltrekt zich een van de grootste branden uit de Nederlandse geschiedenis. In een paar uur tijd branden 228 huizen, twee kerken en het gemeentehuis aan de noordkant van Vriezenveen af. Er zijn geen persoonlijke ongelukken, maar circa 1600 inwoners worden dakloos. Drie dagen na de brand brengen koningin Wilhelmina en prins Hendrik een bezoek aan het zo getroffen dorp.
  - 1940 - De Duitse bezetters voeren de Midden-Europese Tijd en de zomertijd in Nederland in, in plaats van de tot dan toe gebruikelijke Amsterdamse Tijd. De klok wordt één uur en veertig minuten vooruit gezet.
  - 1975 - De Japanse Junko Tabei bereikt als eerste vrouw de top van de Mount Everest.
  - 1988 - In de Peruviaanse hoofdstad Lima wordt een aanslag op Paus Johannes Paulus II verijdeld. In het politiecordon naar het vliegveld hadden zich leden van de maoïstische guerrillabeweging Lichtend Pad als agenten vermomd.
- Criminaliteit en veiligheid
  - 2003 - Bij aanslagen in de Marokkaanse stad Casablanca vallen er vele tientallen doden en honderden gewonden.
  - 2009 - Een demonstratie tegen homofobie in Rusland wordt met geweld neergeslagen door de Russische regering. Hierbij worden er zeker 20 mensen opgepakt, waaronder een journalist van de Gay Krant.
- Kunst en cultuur
  - 1929 - De eerste Oscar-uitreiking.[1]
  - 1995 - Thomas Rosenboom wint de Libris Literatuur Prijs voor zijn boek Gewassen vlees.
- Media
  - 2025 - De allerlaatste aflevering van  Eigen Huis & Tuin: Lekker Leven is uitgezonden.
- Muziek
  - 1966 - De Beach Boys brengen het album Pet Sounds uit.
  - 2009 - Alexander Rybak wint voor Noorwegen in Moskou het Eurovisiesongfestival met het liedje Fairytale.[2]
- Oorlog
  - 1944 - Sinti en Roma in Auschwitz-Birkenau komen in opstand tegen dreigende massamoord door vergassing.
  - 2010 - Somalische rebellen bestoken het parlementsgebouw in Mogadishu met mortiervuur en raketten tijdens de eerste bijeenkomst van het parlement in 2010.
  - 2014 - Begin van de Tweede Libische Burgeroorlog.
- Politiek
  - 1770 - De 14-jarige Marie Antoinette van Oostenrijk trouwt de 15-jarige Louis-Auguste, de latere koning Lodewijk XVI van Frankrijk.
  - 1948 - Chaim Weizmann wordt gekozen tot de eerste president van Israël.
  - 1974 - Helmut Schmidt wordt gekozen tot bondskanselier van West-Duitsland.
  - 1982 - Milka Planinc wordt de eerste vrouwelijke premier van Joegoslavië.
  - 1995 - CDA-voorzitter Hans Helgers wordt onder curatele gesteld door een verbolgen Tweede-Kamerfractie na controversiële uitspraken over onder meer de zittende fractieleden, de verhouding op de nieuwe kandidatenlijst tussen katholieken en protestanten, die ten gunste van katholieken moet worden aangepast.
  - 1995 - Op verzoek van justitie in Duitsland doet de politie huiszoeking bij Martijn Freling, die in Rotterdam voor de extreemrechtse CP'86 in de gemeenteraad zit.
  - 1995 - De Soedanese autoriteiten arresteren de vroegere premier Sadeq Al-Mahdi.
  - 2002 - Ad Melkert stopt als partijleider van de PvdA.
  - 2006 - Ayaan Hirsi Ali vertrekt uit de Tweede Kamer en op diezelfde dag maakt minister Verdonk bekend dat uit onderzoek was gebleken dat Ayaan Hirsi Ali vooralsnog wordt geacht het Nederlanderschap niet te hebben verkregen.[3]
  - 2019 - Sybrand van Haersma Buma maakt bekend dat hij vertrekt uit de Tweede Kamer en de landelijke politiek. Hij gaat aan de slag als burgemeester van Leeuwarden.
- Recreatie
  - 1935 - In Emmen opent het Noorder Dierenpark, gelegen in het centrum, zijn deuren. Sinds 2016 ligt het even daarbuiten onder de naam Wildlands Adventure Zoo Emmen.
  - 1991 - Muppet*Vision 3D opent in Disney's Hollywood Studios.
- Religie
  - 1605 - Kardinaal Camillo Borghese wordt gekozen tot Paus Paulus V.
  - 1920 - Paus Benedictus XV verklaart de Franse vrijheidsstrijdster Jeanne d'Arc heilig.
  - 1957 - Encycliek Invicti Athletae van Paus Pius XII over de Heilige Andrea Bobola.
  - 1985 - Tweede dag van het bezoek van Paus Johannes Paulus II aan Luxemburg. De paus verleent bisschop Jean Hengen van Luxemburg de persoonlijke titel van aartsbisschop.
  - 2002 - Oprichting van de Rooms-katholieke Missio sui iuris Afghanistan.
  - 2004 - Heiligverklaring van twee Italiaanse priesters, een Spaanse en een Libanese priester en twee Italiaanse vrouwen in Rome door Paus Johannes Paulus II.
- Sport
  - 1980 - Sovjet-atleet Joeri Sedych verbetert tot tweemaal toe het wereldrecord kogelslingeren en brengt het uiteindelijk op een afstand van 80,64 meter.
  - 1993 - Voetbalclub VVV-Venlo wordt voor de eerste keer in de clubhistorie kampioen van de Nederlandse Eerste divisie.
  - 1993 - HC Bloemendaal stelt op de slotdag van de reguliere competitie de landstitel in de Nederlandse hockeyhoofdklasse veilig door HDM met 4-1 te verslaan.
  - 1997 - Émile Mpenza van Excelsior Moeskroen wint de Ebbenhouten Schoen als beste voetballer van Afrikaanse afkomst in de Belgische Jupiler Pro League.
  - 2001 - Liverpool wint de UEFA Cup. In de finale in Dortmund zegeviert de Engelse voetbalclub met 5-4 ten koste van het Spaanse CD Alavés.
  - 2003 - Aruna Dindane van RSC Anderlecht wint voor de eerste keer de Ebbenhouten Schoen als beste voetballer van Afrikaanse afkomst in de Belgische Jupiler Pro League.
  - 2004 - FC Zwolle degradeert, ondanks een felle eindspurt, na 2 weer jaar uit de Eredivisie. In de Kuip wordt de cruciale wedstrijd met 7–1 van Feyenoord verloren.
  - 2005 - De hockeyheren van Amsterdam leggen voor de eerste keer beslag op de Europa Cup I.
  - 2005 - Voor de zesde keer op rij sleept het hockeydamesteam van Hockeyclub 's-Hertogenbosch de Europa Cup I in de wacht.
  - 2007 - Sevilla FC wint voor de tweede keer op rij de UEFA Cup, door Espanyol in de finale te verslaan na strafschoppen. De finale werd gespeeld in Glasgow.
  - 2009 - FC Internazionale Milano wordt voor de 17e keer in haar bestaan landskampioen van Italië. Het betekende voor Internazionale alweer de 4e landstitel op rij.
  - 2012 - Het Nederlands voetbalelftal onder 17 prolongeert in Ljubljana de Europese titel. Oranje verslaat de leeftijdgenoten uit Duitsland na strafschoppen (5-4). Na de reguliere speeltijd was de eindstand 1-1.
- Wetenschap en technologie
  - 1946 - Demonstratie van de eerste magnetische bandrecorder door Jack Mullin.
  - 1960 - Demonstratie van de eerste laser door Theodore Maiman.
  - 2006 - Introductie van de MacBook, een van de best verkopende laptop computers van Apple.
  - 2008 - Kabelaar Ziggo van start. Ziggo ontstond uit een fusie van Casema, @Home (Essent Kabelcomm) en Multikabel.
  - 2011 - Lancering van spaceshuttle Endeavour voor missie STS-134. Het is voor deze shuttle the 25e en laatste vlucht en het is tevens de voorlaatste vlucht in het Spaceshuttleprogramma.[4]
  - 2022 - Er treedt een totale maansverduistering op waarvan alleen het begin te zien is vanuit Nederland en België. Deze verduistering is de 34e in Sarosreeks 131.[5]

## Geboren

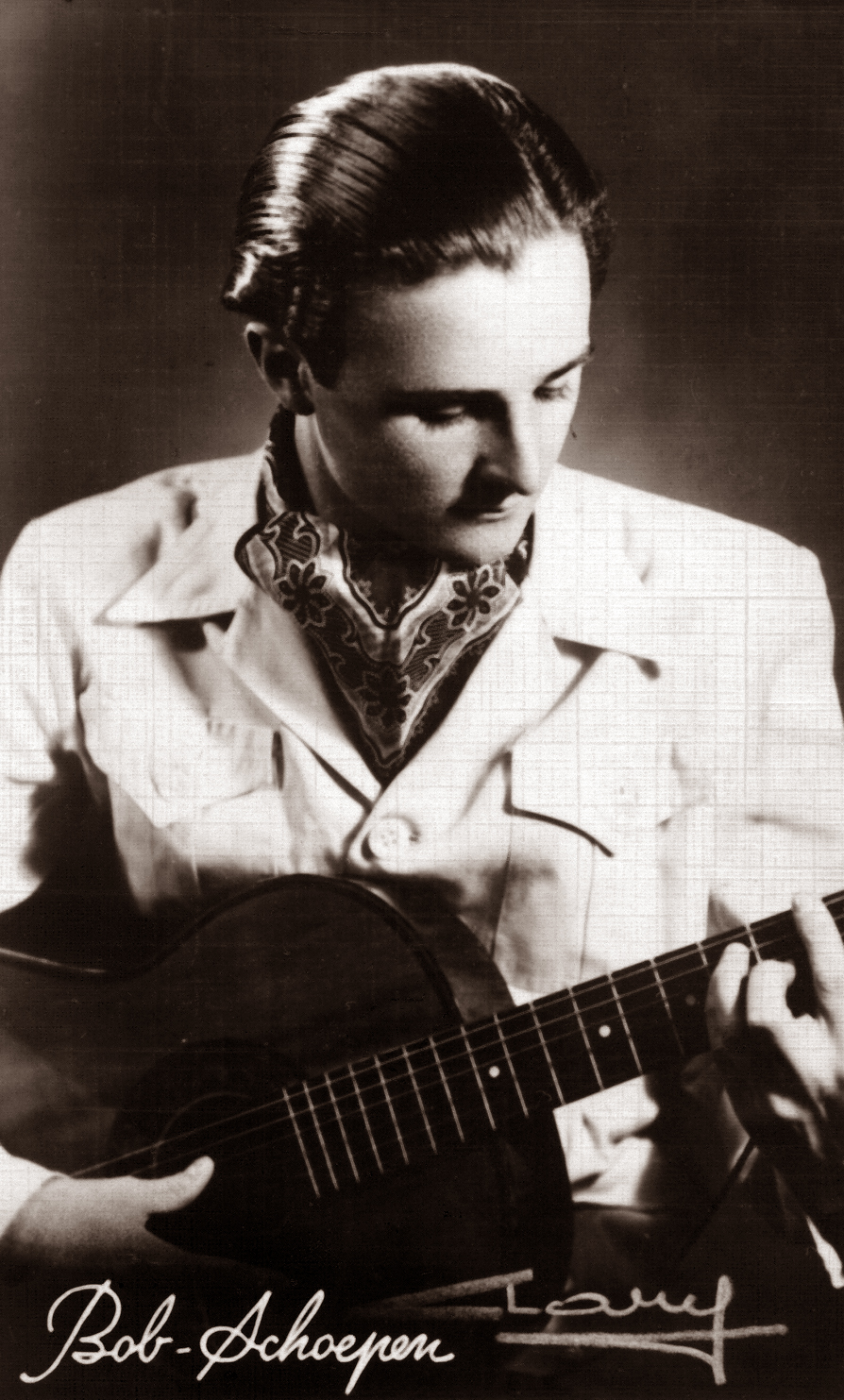
Bobbejaan Schoepen
geboren in 1925

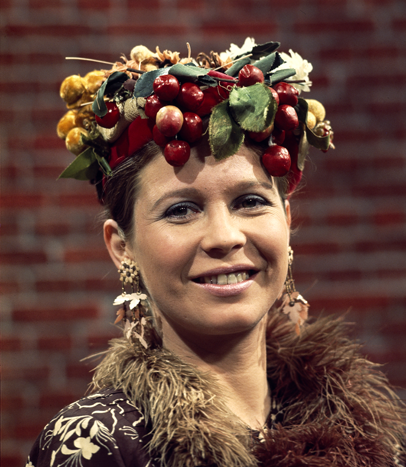
Wieteke van Dort
geboren in 1943

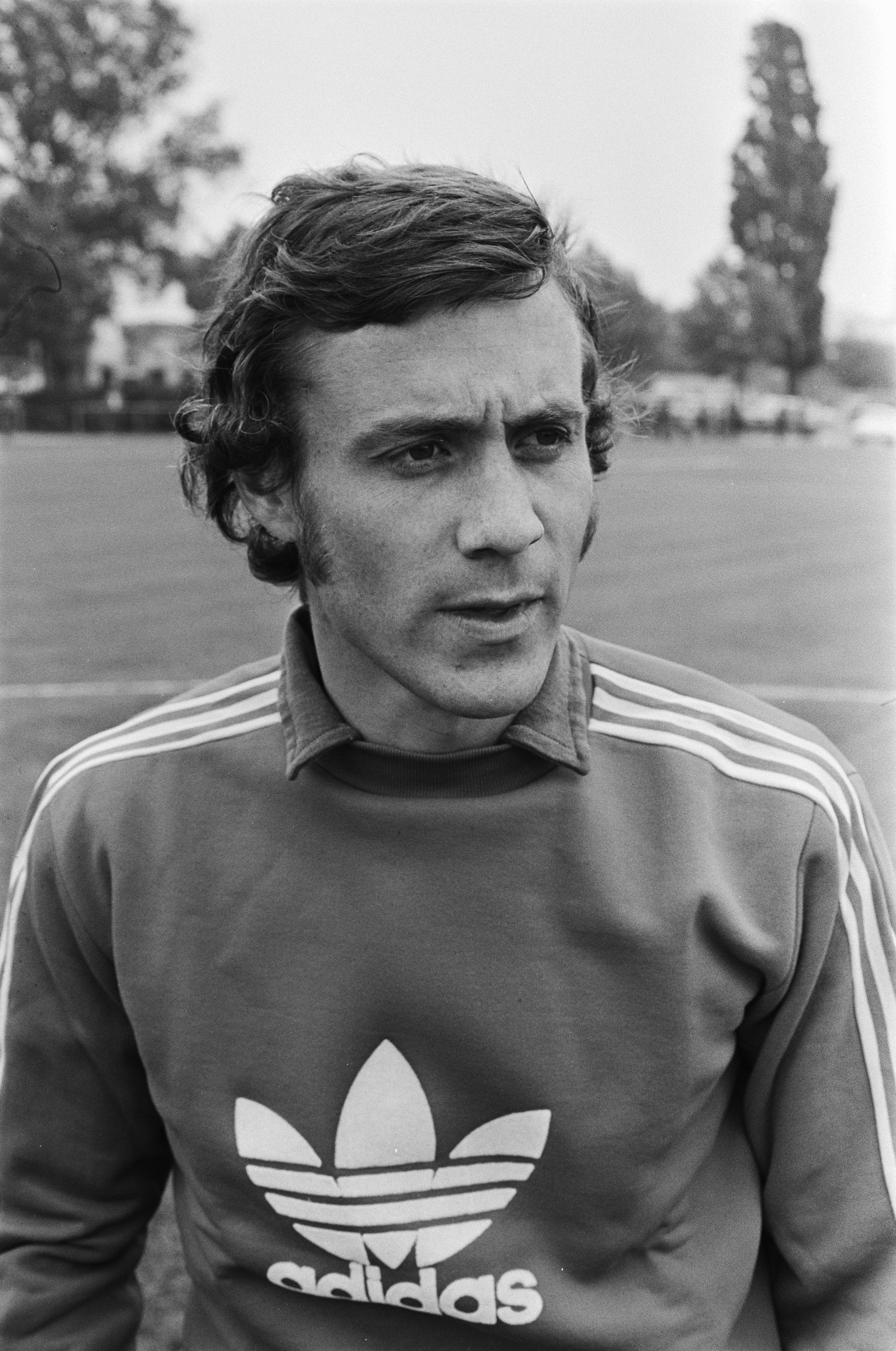
Ove Kindvall
geboren in 1943

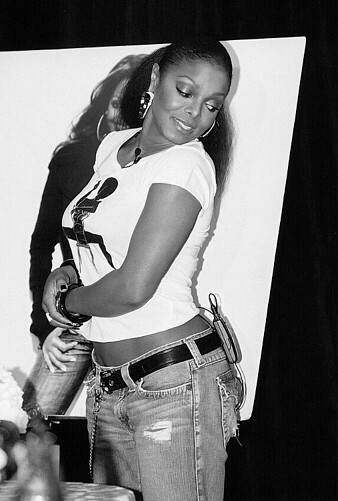
Janet Jackson
geboren in 1966

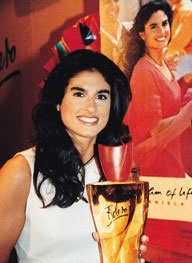
Gabriela Sabatini
geboren in 1970

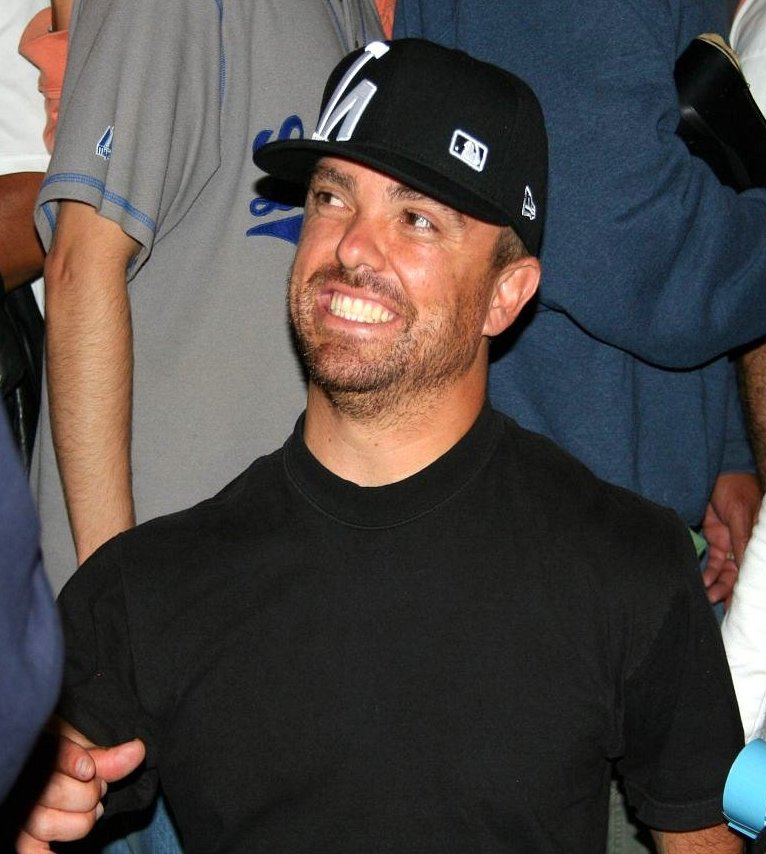
Jason Acuña
geboren in 1973

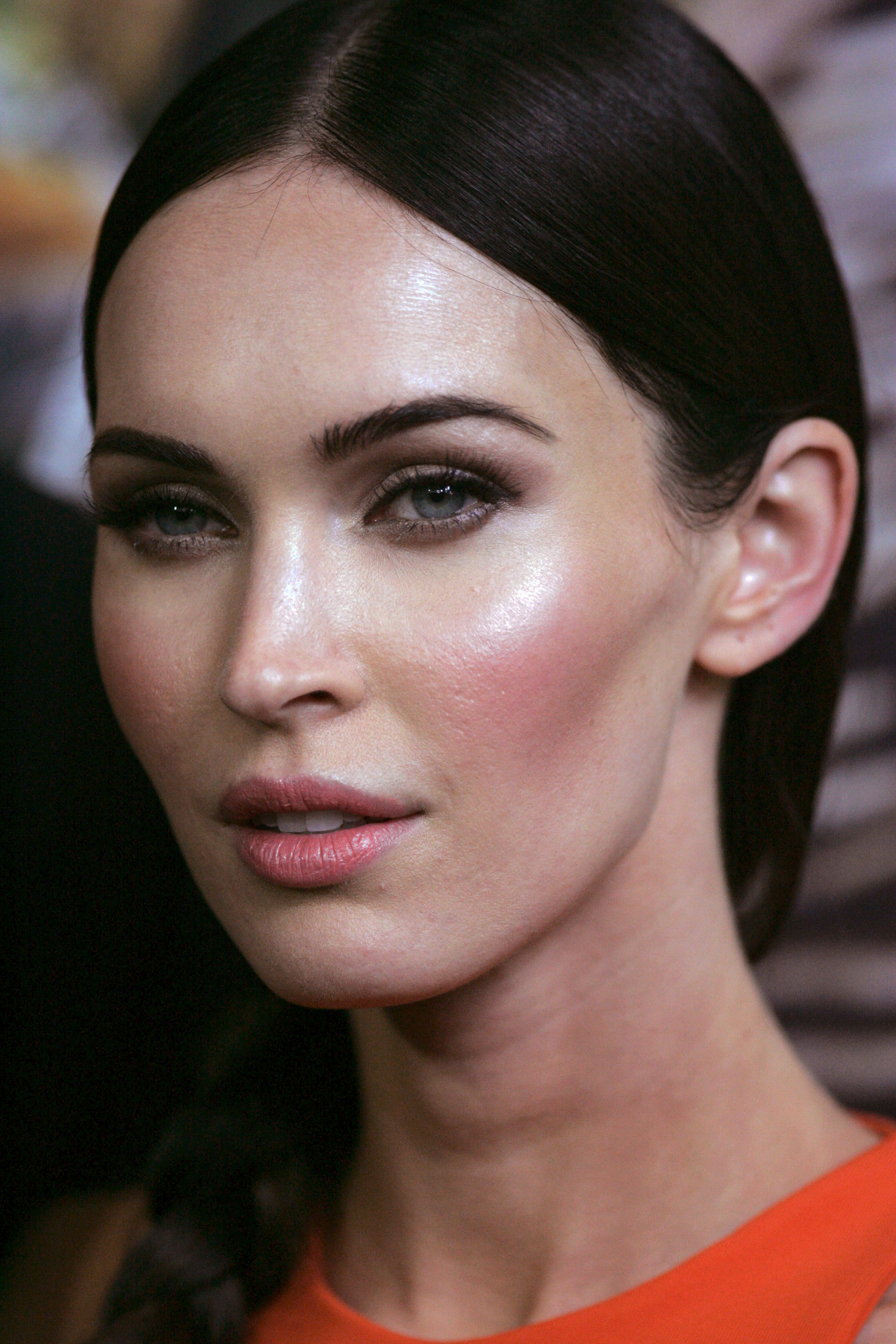
Megan Fox
geboren in 1986

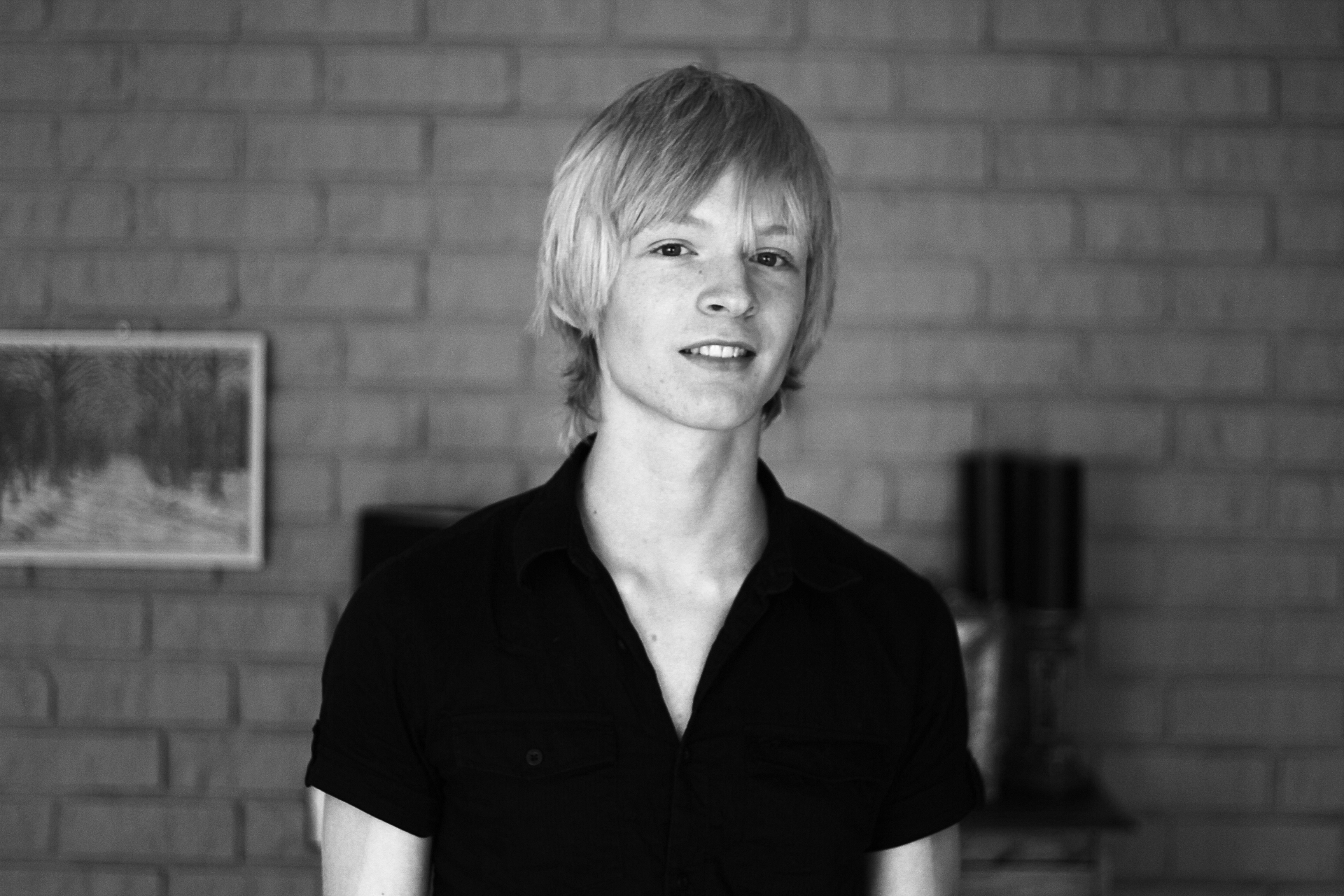
Jochum van der Woude
geboren in 1994

- 1540 - Paschalis Baylon, Spaans heilige en Franciscaans broeder (overleden 1592)
- 1609 - Ferdinand van Oostenrijk, kardinaal, landvoogd van de Zuidelijke Nederlanden (overleden 1641)
- 1626 - Willem Joseph van Ghent, Nederlands admiraal (overleden 1672)
- 1776 - Luigi Lambruschini, Italiaans kardinaal-staatssecretaris (overleden 1854)
- 1791 - Johannes Allatus Anemaet, Nederlands officier der Genie (overleden 1824)
- 1819 - Johann Voldemar Jannsen, Estisch journalist en dichter (overleden 1890)
- 1827 - Pierre Cuypers, Nederlands architect (overleden 1921)
- 1831 - David E. Hughes, Amerikaans uitvinder en musicus (overleden 1900)
- 1851 - Maurits Benjamin Mendes da Costa, Nederlands schrijver (overleden 1938)
- 1887 - Jakob van Hoddis, Duits expressionistische dichter (overleden 1942)
- 1889 - Yvonne Thooris, Belgisch esperantiste (overleden 1978)
- 1891 - Richard Tauber, Oostenrijks zanger (overleden 1948)
- 1892 - Dietrich von Saucken, Duits generaal (overleden 1980)
- 1898 - August De Schryver, Belgisch politicus (overleden 1991)
- 1902 - Jan Kiepura, Pools zanger (overleden 1966)
- 1903 - Jetty Cantor, Nederlands violiste, zangeres en actrice (overleden 1992)
- 1905 - Henry Fonda, Amerikaans acteur (overleden 1982)
- 1907 - Antonín Puč, Tsjechisch voetballer (overleden 1988)
- 1909 - Luigi Villoresi, Italiaans autocoureur (overleden 1997)
- 1911 - Olaf J. de Landell, Nederlands schrijver (overleden 1989)
- 1911 - Margaret Sullavan, Amerikaans actrice (overleden 1960)
- 1912 - Studs Terkel, Amerikaans publicist, historicus en radiopresentator (overleden 2008)
- 1913 - Sebastiano Baggio, Italiaans curiekardinaal (overleden 1993)
- 1913 - Woody Herman, Amerikaans jazzmuzikant (overleden 1987)
- 1915 - Mario Monicelli, Italiaans filmregisseur en scenarioschrijver (overleden 2010)
- 1916 - Ephraim Katzir, Israëlisch biofysicus, politicus en president (overleden 2009)
- 1917 - Juan Rulfo, Mexicaans schrijver (overleden 1986)
- 1919 - Liberace, Amerikaans pianist (overleden 1987)
- 1921 - Harry Carey jr., Amerikaans acteur (overleden 2012)
- 1924 - Joseph Margolis, Amerikaans filosoof (overleden 2021)
- 1924 - William Smith, Amerikaans zwemmer (overleden 2013)
- 1925 - Nancy Roman, Amerikaans astronoom (overleden 2018)
- 1925 - Bobbejaan Schoepen, Belgisch zanger, gitarist, acteur en pretparkdirecteur (overleden 2010)
- 1926 - Jan Lanser, Nederlands vakbondsbestuurder en politicus (overleden 2019)
- 1926 - Alina Szapocznikow, Pools beeldhouwer en graficus (overleden 1973)
- 1929 - Betty Carter, Amerikaans jazzzangeres (overleden 1998)
- 1929 - John Conyers, Amerikaans politicus (overleden 2019)
- 1929 - Har Sanders, Nederlands schilder, tekenaar en graficus (overleden 2010)
- 1929 - Adrienne Rich, Amerikaans feministisch dichteres en essayiste (overleden 2012)
- 1931 - Vujadin Boškov, Joegoslavisch voetballer en voetbaltrainer (overleden 2014)
- 1931 - Henk van Montfoort, Nederlands-Belgisch presentator, zanger en acteur (overleden 2002)
- 1932 - Herman Gordijn, Nederlands beeldend kunstenaar (overleden 2017)
- 1932 - Redd Holt, Amerikaans jazzdrummer, orkestleider en muziekpedagoog (overleden 2023)
- 1934 - Josef Boey, Belgisch schaker (overleden 2016)
- 1936 - Roy Hudd, Brits acteur, auteur, komiek en radiopresentator (overleden 2020)
- 1936 - Karl Lehmann, Duits kardinaal-bisschop van Mainz (overleden 2018)
- 1936 - Manfred Stolpe, Duits politicus (overleden 2019)
- 1937 - Paul Geerts, Belgisch striptekenaar
- 1937 - Henk Pleket, Nederlands zanger (overleden 2011)
- 1937 - Antonio Rattín, Argentijns voetballer
- 1938 - Edmond Classen, Nederlands acteur (overleden 2014)
- 1938 - Boris Melnikov, Sovjet-Russisch schermer (overleden 2022)
- 1938 - Johnny Rodz, Amerikaans professioneel worstelaar
- 1939 - Jean-Pierre Barra, Belgisch atleet
- 1939 - Simone Rooskens, Nederlands actrice
- 1941 - Andreas De Leenheer, Belgisch bioloog en hoogleraar (overleden 2022)
- 1943 - Wieteke van Dort, Nederlands actrice en zangeres (overleden 2024)
- 1943 - Tom Gage, Amerikaans atleet (overleden 2010)
- 1943 - Ove Kindvall, Zweeds voetballer (overleden 2025)
- 1945 - Rob Bron, Nederlands motorcoureur (overleden 2009)
- 1945 - Massimo Moratti, Italiaans ondernemer
- 1945 - Carlos Osoro Sierra, Spaans kardinaal; aartsbisschop van Madrid
- 1946 - Robert Fripp, Brits gitarist
- 1946 - Francis Goya, Belgisch gitarist, componist en producer
- 1947 - Vladimir Esjtrekov, Sovjet-Russisch voetballer en trainer
- 1947 - Ewald Krolis, Surinaams-Nederlands muzikant (overleden 2006)
- 1948 - Reinhilde Decleir, Belgisch actrice (overleden 2022)
- 1949 - Herbert Rittberger, Duits motorcoureur
- 1949 - Bill Spooner, Amerikaans muzikant
- 1950 - Harry Onderwater, Nederlands cybercrimespecialist (overleden 2012)
- 1951 - Jonathan Richman, Amerikaans muzikant
- 1951 - Nelleke Burg, Nederlands actrice en zangeres
- 1953 - Pierce Brosnan, Iers acteur
- 1953 - Paul Gellings, Nederlands schrijver
- 1953 - Pierre Hermans, Nederlands hockeyer
- 1953 - Frans Meijer, Nederlands crimineel
- 1953 - Kitanoumi Toshimitsu, Japans sumoworstelaar en sportbestuurder (overleden 2015)
- 1955 - Hazel O'Connor, Brits zangeres en actrice
- 1955 - Margreet Schouwenaar, Nederlands schrijfster en dichteres
- 1955 - Debra Winger, Amerikaans actrice
- 1956 - Sergej Andrejev, Sovjet-Russisch voetballer en trainer
- 1956 - Loretta Schrijver, Nederlands televisiepresentatrice (overleden 2025)
- 1957 - Joan Benoit, Amerikaans atlete
- 1959 - Henk Hille, Nederlands ijshockeyer en sportbestuurder
- 1960 - Erika Thijs, Belgisch politica (overleden 2011)
- 1963 - Bas Westerweel, Nederlands radio- en televisiepresentator
- 1964 - Walter Baele, Belgisch acteur
- 1964 - Rebecca Front, Engels actrice
- 1964 - Milton Jones, Brits komiek
- 1965 - Krist Novoselic, Amerikaans bassist
- 1966 - Michiel van Bakel, Nederlands beeldend kunstenaar
- 1966 - Janet Jackson, Amerikaans zangeres
- 1967 - Crawford Allan, Brits voetbalscheidsrechter
- 1967 - Bianca Hagenbeek, Nederlands televisiepersoonlijkheid en voormalig winnares van het televisieprogramma Big Brother
- 1967 - Brían F. O'Byrne, Iers/Amerikaans acteur
- 1967 - Yuki Takita, Japans voetballer
- 1968 - Maja Blagdan, Kroatisch zangeres
- 1968 - Lennie Kristensen, Deens wielrenner en mountainbiker
- 1968 - Noemi Lung, Roemeens zwemster
- 1968 - José Luis Medrano, Boliviaans voetballer
- 1968 - Ľuboš Micheľ, Slowaaks voetbalscheidsrechter
- 1969 - David Boreanaz, Amerikaans acteur
- 1969 - Tracey Gold, Amerikaans actrice
- 1969 - Lies Laridon, Belgisch politica
- 1970 - Tanja Chub, Oekraïens-Nederlands damster
- 1970 - Truus Druyts, Belgisch actrice en presentatrice
- 1970 - Gabriela Sabatini, Argentijns tennisster en zakenvrouw
- 1973 - Tori Spelling, Amerikaans actrice
- 1973 - Jason Acuña, Amerikaans acteur
- 1974 - Laura Pausini, Italiaans zangeres
- 1975 - Tony Kakko, Fins zanger
- 1975 - Simon Whitfield, Canadees triatleet
- 1976 - Silvia Claes, Belgisch actrice
- 1977 - Emilíana Torrini, IJslands zangeres
- 1977 - Albina Mayorova, Russisch atlete
- 1978 - Lionel Scaloni, Argentijns voetballer
- 1979 - Matthias Kessler, Duits wielrenner
- 1979 - Sascha Koninkx, Nederlands zangeres
- 1979 - Kevin Light, Canadees roeier
- 1980 - Mikel Alonso, Spaans voetballer
- 1980 - Simon Gerrans, Australisch wielrenner
- 1981 - Joseph Morgan, Brits acteur
- 1982 - Billy Crawford, Filipijns zanger en acteur
- 1982 - Bas Eefting, Nederlands atleet
- 1982 - Hanna Mariën, Belgisch atlete
- 1982 - Clément Turpin, Frans voetbalscheidsrechter
- 1983 - Nancy Ajram, Libanees zangeres
- 1983 - Edwin van de Graaf, Nederlands voetbalscheidsrechter
- 1983 - Kevin Vandenbergh, Belgisch voetballer
- 1984 - Noel Barrionuevo, Argentijns hockeyster
- 1984 - Darío Cvitanich, Argentijns-Kroatisch voetballer
- 1984 - Simon Keizer, Nederlands zanger
- 1985 - Stanislav Janevski, Bulgaars acteur
- 1985 - Stefanie Luiken, Nederlands zwemster
- 1986 - Eleni Artymata, Cypriotisch atlete
- 1986 - Megan Fox, Amerikaans actrice en sekssymbool
- 1987 - Peng, Chinees zwemmer
- 1989 - Ilias Fifa, Spaans atleet
- 1989 - Behati Prinsloo, Namibisch model
- 1989 - Chrysovalantis Theouli, Cypriotisch voetbalscheidsrechter
- 1990 - Thomas Brodie-Sangster, Brits acteur
- 1991 - Amido Baldé, voetballer uit Guinee-Bissau
- 1991 - Grigor Dimitrov, Bulgaars tennisser
- 1991 - Michael McBroom, Amerikaans zwemmer
- 1991 - Ashley Wagner, Amerikaans kunstschaatsster
- 1992 - Hwang Jung-gon, Zuid-Koreaans golfspeler
- 1992 - Zhendong Zhang, Chinees autocoureur
- 1993 - Johannes Thingnes Bø, Noors biatleet
- 1993 - Ricardo Esgaio, Portugees voetballer
- 1993 - Nattanid Leewattanavaragul, Thais autocoureur
- 1993 - Karol Mets, Estisch voetballer
- 1993 - Atticus Mitchell, Canadees acteur
- 1993 - Steven Solomon, Australisch atleet
- 1993 - Emil André Ulsletten, Noors snowboarder
- 1994 - Abdessalem Ayouni, Tunesisch atleet
- 1994 - Anthony Biekman, Nederlands voetballer
- 1994 - Kauthar Bouchallikht, Nederlands politica (GroenLinks)
- 1994 - Miles Heizer, Amerikaans acteur
- 1994 - Jin Yang, Chinees kunstschaatser
- 1994 - Tamires Morena Lima, Braziliaans handbalster
- 1994 - Bryan Rabello, Chileens-Pools voetballer
- 1994 - Anthony Turgis, Frans wielrenner
- 1994 - Jochum van der Woude, Nederlands acteur
- 1995 - Serhat Çakmak, Turks voetballer
- 1995 - Marco Delgado, Amerikaans voetballer
- 1995 - Sarah Missinne, Belgisch atlete
- 1995 - Leevi Mutru, Fins Noordse combinatieskiër
- 1996 - José Mauri, Italiaans-Argentijns voetballer
- 1997 - Martin Remacle, Belgisch voetballer
- 1997 - Bradley Ray, Brits motorcoureur
- 1998 - Juan Alonso, Spaans voetballer
- 1998 - Yiğithan Güveli, Turks voetballer
- 1999 - Maxime Chevalier, Frans wielrenner
- 2000 - Jamal Aabbou, Belgisch voetballer
- 2000 - Soraya Gerrits, Nederlands musicalactrice
- 2000 - Gabriele Ruiu, Italiaans motorcoureur
- 2001 - Celina Degen, Oostenrijks voetbalster
- 2002 - Edoardo Bove, Italiaans voetballer
- 2002 - Brem Deman, Belgisch wielrenner
- 2002 - Ryan Gravenberch, Nederlands voetballer
- 2002 - Quentin Merlin, Frans voetballer
- 2002 - Kiliann Sildillia, Frans-Guadeloups voetballer
- 2002 - Kenneth Taylor, Nederlands voetballer
- 2003 - Kristian Torgersen, Noors voetballer
- 2003 - Elijah Velland, Nederlands voetballer
- 2005 - El Chadaille Bitshiabu, Frans voetballer
- 2005 - Xaydée Van Sinaey, Belgisch wielrenster en veldrijdster
- 2006 - Marjolein Smit, Nederlands voetbalster

## Overleden

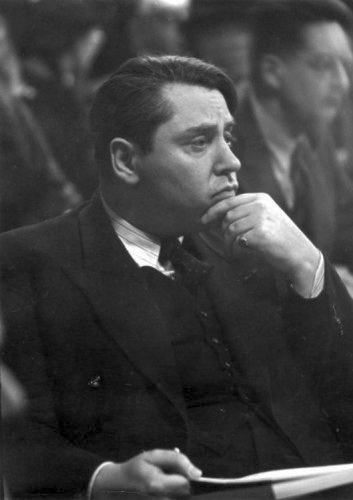
Jacques Goudstikker
overleden in 1940

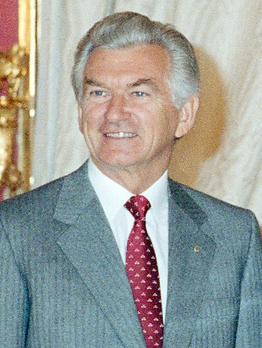
Bob Hawke
overleden in 2019

- 762 - Su Zong (51), Chinees keizer
- 1482 - Anthonis de Roovere (ong. 52), Brugs dichter en prozaschrijver
- 1667 - Thomas Wriothesley (60), Engels adellijke
- 1669 - Pietro da Cortona (72), Italiaans architect en kunstenaar
- 1703 - Charles Perrault (75), Frans auteur
- 1830 - Joseph Fourier (62), Frans wis- en natuurkundige
- 1835 - Felicia Hemans (41), Brits dichteres
- 1861 - Fredrikke Egeberg (45), Noors componist
- 1910 - Henri-Edmond Cross (53), Frans kunstschilder
- 1928 - Emma Withnell (85), West-Australische pionierster
- 1933 - John Henry Mackay (69), Duits dichter, schrijver en anarchist
- 1940 - Jacques Goudstikker (42), Nederlands kunsthandelaar
- 1945 - Harry Sundberg (47), Zweeds voetballer
- 1953 - Django Reinhardt (43), Belgisch gitarist
- 1955 - Manny Ayulo (33), Amerikaans autocoureur
- 1971 - Krikor Bedros XV Agagianian (75), Armeens kardinaal
- 1971 - Robert Cudmore (85), Australisch roeier en politicus
- 1971 - Gust Persoons (65), Belgisch dirigent, componist en muziekpedagoog
- 1974 - Pär Lagerkvist (83), Zweeds schrijver en Nobelprijswinnaar
- 1977 - Modibo Keïta (61), Malinees politicus
- 1984 - Andy Kaufman (35), Amerikaans entertainer
- 1986 - Pierino Favalli (72), Italiaans wielrenner
- 1988 - Anatoli Masljonkin (57), Sovjet-voetballer
- 1990 - Sammy Davis jr. (64), Amerikaans zanger, acteur en komiek
- 1990 - Jim Henson (53), Amerikaans poppenspeler, producent en regisseur
- 1995 - Red Amick (66), Amerikaans autocoureur
- 1996 - Erik Van Biervliet (58), Belgisch architect
- 2004 - Bill Taylor (85), Amerikaans autocoureur
- 2009 - Prospero Amatong (77), Filipijns politicus
- 2010 - Ronnie James Dio (67), Amerikaans metal-zanger
- 2010 - Harry Peschar (89), Nederlands politicus
- 2012 - James Abdnor (89), Amerikaans politicus
- 2012 - Chuck Brown (75), Amerikaans funkgitarist en -zanger
- 2012 - Doug Dillard (75), Amerikaans banjospeler en acteur
- 2012 - Kurt Felix (71), Zwitsers televisiepresentator en -journalist
- 2013 - Heinrich Rohrer (80), Zwitsers natuurkundige en Nobelprijswinnaar
- 2013 - Paul Shane (72), Brits acteur
- 2014 - Vito Favero (81), Italiaans wielrenner
- 2014 - Allan Folsom (72), Amerikaans schrijver
- 2015 - Piet ten Thije (81), Nederlands zwemmer
- 2016 - Giovanni Coppa (90), Italiaans kardinaal
- 2016 - Aar de Goede (87), Nederlands politicus
- 2017 - Don Coates (82), Amerikaans jazzpianist
- 2018 - Joseph Campanella (93), Amerikaans acteur
- 2018 - Gérard Jouannest (85), Frans pianist en componist
- 2019 - Piet Blauw (81), Nederlands politicus
- 2019 - Jean-Pierre Grafé (87), Belgisch politicus
- 2019 - Bob Hawke (89), Australisch politicus
- 2019 - Ashley Massaro (39), Amerikaans model en worstelaarster
- 2021 - Marianne Burgman (68), Nederlands burgemeester
- 2021 - MC Kevin (23), Braziliaans zanger
- 2022 - John Aylward (75), Amerikaans acteur
- 2022 - Lenny Laroux, Nederlands muzikant en zanger
- 2022 - Arkadi Mandzjiev (60), Russisch-Kalmuks zanger, componist, politicus en muzikant
- 2023 - Rosa Merckx (98), Belgisch brouwmeester en ondernemer
- 2023 - Per Røntved (74), Deens voetballer
- 2023 - Jan Troost (65), Nederlands activist
- 2024 - Dabney Coleman (92), Amerikaans acteur
- 2024 - Hank Onrust (82), Nederlands filmregisseur en televisieproducent
- 2025 - Peter Lax (99), Hongaars-Amerikaans wiskundige
- 2025 - Tineke Nusink (74), Nederlands beeldhouwster en schilderes
- 2025 - Jadwiga Rappé (73), Pools operazangeres
- 2025 - Gerard Soeteman (88), Nederlands scenarioschrijver en regisseur
- 2025 - Jan Terlouw (93), Nederlands politicus en schrijver

## Viering/herdenking
- Rooms-katholieke kalender:
  - Heilige Honoré van Amiens († c. 600)
  - Heilige Simon Stock († 1265)
  - Heilige Hubald(us) († 1160)
  - Heilige Brandaan († c. 577)
  - Heilige Maxima van Antibes († vóór de 9e eeuw)
  - Heilige Andreas Bobola († 1657)
  - Heilige Possidius van Calama († na 437)
  - Bisdom Antwerpen: verjaardag wijding kathedraal (1521) - Feest (Antwerpen)

## Weerextremen

### Nederland
| | Officiële records | Officiële records | Officiële records |      | Landelijke records | Landelijke records | Landelijke records      |
| Gebeurtenis | Jaar              | Extreem           | Locatie           | Jaar | Extreem            | Locatie            |                         |
| --- | ----------------- | ----------------- | ----------------- | ---- | ------------------ | ------------------ | ----------------------- |
| Laagste etmaalgemiddelde temperatuur (°C) | 1935              | 6,0               | De Bilt           |      | 1926 1941          | 4,8                | Maastricht Eelde        |
| Hoogste etmaalgemiddelde temperatuur (°C) | 2017              | 20,4              | De Bilt           |      | 2000               | 22,5               | Maastricht              |
| Laagste minimumtemperatuur (°C) | 1941              | −0,7              | De Bilt           |      | 1909               | −3,0               | Eelde                   |
| Hoogste minimumtemperatuur (°C) | 2017              | 15,2              | De Bilt           |      | 2017               | 17,1               | Rotterdam               |
| Laagste maximumtemperatuur (°C) | 1926              | 9,9               | De Bilt           |      | 1926               | 6,2                | Maastricht              |
| Hoogste maximumtemperatuur (°C) | 2000              | 29,6              | De Bilt           |      | 2000               | 30,2               | Ell                     |
| Hoogste uurgemiddelde windsnelheid (m/s) | 1926              | 13,4              | De Bilt           |      | 1958               | 18,0               | De Kooy                 |
| Hoogste windstoot (m/s) | 1955              | 26,8              | De Bilt           |      | 1955               | 26,8               | De Bilt                 |
| Langste zonneschijnduur (uur) | 1998              | 14,8              | De Bilt           |      | 1998               | 15,0               | Eelde, Lauwersoog       |
| Langste neerslagduur (uur) | 1958              | 15,9              | De Bilt           |      | 1958               | 15,9               | De Bilt                 |
| Hoogste etmaalsom van de neerslag (mm) | 1939              | 26,6              | De Bilt           |      | 2024               | 33,1               | Vlissingen              |
| Laagste etmaalgemiddelde relatieve vochtigheid (%) | 1919              | 44                | De Bilt           |      | 1940               | 41                 | Maastricht              |
| Laagste uurwaarde luchtdruk op zeeniveau (hPa) | 1958              | 989,4             | De Bilt           |      | 1958               | 987,6              | Vlissingen              |
| Hoogste uurwaarde luchtdruk op zeeniveau (hPa) | 1943              | 1040,2            | De Bilt           |      | 1943               | 1040,2             | De Bilt, De Kooy, Eelde |
| Officiële records worden altijd gemeten op het KNMI-weerstation in De Bilt. Landelijke records kunnen worden gemeten op elk officieel KNMI-weerstation in Nederland. |                   |                   |                   |      |                    |                    |                         |

Uitzonderlijke gebeurtenissen
- 1918 - Eerste officiële zomerse dag van het jaar (maximumtemperatuur ≥ 25 °C in De Bilt)
- 1925 - Eerste officiële zomerse dag van het jaar (maximumtemperatuur ≥ 25 °C in De Bilt)
- 1953 - Eerste officiële zomerse dag van het jaar (maximumtemperatuur ≥ 25 °C in De Bilt)
- 1997 - Eerste officiële zomerse dag van het jaar (maximumtemperatuur ≥ 25 °C in De Bilt)
- 2017 - Eerste officiële zomerse dag van het jaar (maximumtemperatuur ≥ 25 °C in De Bilt)

### België
Dagrecords
- 1944, 1935, 1895 - Laagste etmaalgemiddelde temperatuur 5,1 °C
- 2000 - Hoogste etmaalgemiddelde temperatuur 22,6 °C
- 1941 - Laagste minimumtemperatuur −1,3 °C
- 1925 - Hoogste maximumtemperatuur 28,6 °C
- 1971 - Hoogste etmaalsom van de neerslag 41,6 mm

Uitzonderlijke gebeurtenissen
- 1941 - Minimumtemperatuur tot −1,3 °C in Ukkel. Meest laattijdige vorst van de eeuw in Ukkel.
- 1977 - Neerslagtotaal van 75 mm in Auvelais (Sambreville).
- 1994 - Hagelbuien in de buurt van Doische die tot drie kwartier duren en die een laag vormen tot 30 cm.

<< · 1 · 2 · 3 · 4 · 5 · 6 · 7 · 8 · 9 · 10 · 11 · 12 · 13 · 14 · 15 · 16 · 17 · 18 · 19 · 20 · 21 · 22 · 23 · 24 · 25 · 26 · 27 · 28 · 29 · 30 · 31 · >>